# ミネアポリス・セントポール (原子力潜水艦)
|          |                                          |
| 艦歴     |                                          |
| 発注     | 1973年10月31日                           |
| 起工     | 1981年1月20日                            |
| 進水     | 1983年3月19日                            |
| 就役     | 1984年3月10日                            |
| 退役     | 2008年8月28日                            |
| 母港     | ハワイ州真珠湾                           |
| 性能諸元 |                                          |
| 排水量   | 満載：6,068 トン 基準：5,695 トン        |
| 全長     | 110.3 m (362 ft)                         |
| 全幅     | 10 m (33 ft)                             |
| 喫水     | 9.7 m (32 ft)                            |
| 最大速   | 水上25 kt (46 km/h) 水中30+ kt (56 km/h) |
| 潜行深度 | 290 m (950 ft)                           |
| 機関     | S6G reactor 1基                          |
| 乗員     | 士官12名、兵員98名                       |
| モットー |                                          |

ミネアポリス・セントポール(USS Minneapolis-Saint Paul, SSN-708)は、アメリカ海軍のロサンゼルス級原子力潜水艦の21番艦。艦名はミネアポリス・セントポール都市圏に因んで命名された。

## 艦歴
ミネアポリス＝セントポールは1973年10月31日にコネチカット州グロトンのジェネラル・ダイナミクス・エレクトリック・ボート社に建造発注され、1981年1月20日に起工した。1983年3月19日にペニー・デューレンバーガー（デヴィッド・デューレンバーガー上院議員の妻）によって命名、進水し、1984年3月10日に艦長ラルフ・シュナイダー中佐の指揮下就役する。
ミネアポリス＝セントポールは、艦名に都市圏の名が命名された最初の艦であった。ミネアポリス＝セントポールはミネアポリスに因んで命名された3隻目の艦であり、同じくセントポールに因んで命名された3隻目の艦であった。先代のセントポール (USS St. Paul, CA-73) はアメリカ海軍艦艇として第二次世界大戦において最後の砲撃を行った艦であった。
ミネアポリス＝セントポールは、砂漠の楯作戦に参加し、イラクに対する攻撃第一陣としてトマホーク巡航ミサイルを発射した。
2006年12月29日、ミネアポリス＝セントポールは浮上航行でイギリス海軍のデヴォンポート基地へ向かう途中、荒天下のプリマス・サウンドにおいて4名の乗組員が波にさらわれ、上級兵曹長のトーマス・ヒギンズ、二等ソナー技師のマイケル・ホルツが死亡した。この事故の予備調査後、艦長のエドウィン・ラフ中佐は懲戒処分となり、艦長職を解任された。
2008年8月28日に退役した。